# Drissa Diakité
Drissa Diakité (Bamako, Mali, 18 de febrero de 1985), futbolista maliense. Juega de volante y su actual equipo es el Sporting Club de Bastia de la Ligue 1 de Francia. 

## Selección nacional
Ha sido internacional con la Selección de fútbol de Malí, ha jugado 16 partidos internacionales.

### Participaciones en Copas del Mundo
| Mundial                               | Sede                   | Resultado    |
| ------------------------------------- | ---------------------- | ------------ |
| Copa Mundial de Fútbol Sub-20 de 2003 | Emiratos Árabes Unidos | Primera fase |

### Participaciones Internacionales
| Torneo                            | Sede  | Resultado    |
| --------------------------------- | ----- | ------------ |
| Copa Africana de Naciones de 2008 | Ghana | Primera fase |

## Clubes
| Club          | País    | Año       |
| ------------- | ------- | --------- |
| Djoliba AC    | Mali    | 2001-2004 |
| MC Alger      | Argelia | 2004-2006 |
| OGC Niza      | Francia | 2006-2012 |
| Olympiakos FC | Grecia  | 2012-2013 |
| SC Bastia     | Francia | 2013-     |